# Best of the Best
Pour les articles homonymes, voir Best of the Best (homonymie).
Série
Best of the Best 2
(1993)
Pour plus de détails, voir Fiche technique et Distribution.
Best of the Best est un film d'action américain de Robert Radler sorti en 1989. 
Il a donné naissance à une franchise de trois autres films : Best of the Best 2 (1993), Best of the Best 3 (1996) et Best of the Best 4 (1998), les deux derniers sortis directement en vidéo.

## Synopsis
Pour affronter l'équipe coréenne en compétition officielle de taekwondo, cinq champions de Karaté américains sont sélectionnés pour suivre un entrainement intensif. Tous ont leurs soucis personnels, et avant d'affronter la cruauté des Coréens, ils auront à supporter la rigueur de l'entraineur Frank Couzo.

## Fiche technique
- Titre original et français : Best of the Best
- Réalisation : Robert Radler
- Scenario : Paul J. Levine
- Musique : Paul Gilman
- Photographie : Douglas Ryan
- Montage : William Hoy
- Production : Phillip Rhee et Peter E. Strauss
- Sociétés de production : The Movie Group, SVS Films, Kuys Entertainment et Best of the Best Films
- Société de distribution : Taurus Entertainment Company
- Pays :  États-Unis
- Langue : anglais
- Format : Couleur - 35 mm - 1,85:1 - son Dolby
- Genre : Drame, Action
- Durée : 93 min.
- Dates de sortie : 
  - États-Unis : 10 novembre 1989
  - France : 4 juillet 1990

## Distribution
- Eric Roberts (VF : Richard Darbois) : Alex Grady
- Phillip Rhee : Tommy Lee
- James Earl Jones (VF : Jean Violette) : Frank Couzo
- Sally Kirkland : Catherine Wade
- Chris Penn (VF : Marc Alfos) : Travis Brickley
- John Dye (VF : William Coryn) : Virgil Keller
- David Agresta : Sonny Grasso
- Tom Everett : Don Peterson
- John P. Ryan (VF : Michel Ruhl) : Jennings
- Louise Fletcher : Mme Grady
- Edan Gross : Walter Grady
- Simon Rhee : Dae Han Park
- James Lew : Sae Jin Kwon
- Kane Hodder (VF : Hervé Jolly) : Burt
- Ahmad Rashad (VF : Med Hondo) : lui-même

## SagaBest of the Best
- 1989 : Best of the Best de Robert Radler, avec Eric Roberts, Phillip Rhee et Chris Penn
- 1993 : Best of the Best 2 de Robert Radler, avec Eric Roberts, Phillip Rhee et Chris Penn
- 1996 : Best of the Best 3 (Best of the Best 3: No Turning Back) de Phillip Rhee avec Phillip Rhee, Christopher McDonald et Gina Gershon
- 1998 : Best of the Best 4 (Best of the Best 4: Without Warning) de Phillip Rhee avec Phillip Rhee, Ernie Hudson et Art LaFleur

## Autour du film
- L'acteur Phillip Rhee est le seul à avoir participé aux quatre opus de la saga.
- Eric Roberts et John P. Ryan se retrouvent trois ans après Runaway Train.
- Phillip Rhee et Simon Rhee, alias Tommy Lee et Dae Han Park, combattants ennemis dans le film, sont en réalité frères.